# Evolucijska biologija
Evolucijska biologija grana je biologije koja se bavi evolucijskim procesima koji su proizveli svu raznolikost života na Zemlji. Osoba koja proučava evolucijsku biologiju zove se evolucijski biolog. Evolucijski biolozi proučavaju postanak vrsta i porijeklo novih vrsta.

## Grane
Proučavanje evolucije sjedinjujući je koncept u evolucijskoj biologiji. Evolucijska je biologija konceptualna grana biologije koja se preklapa s ostalim granama koje su ograničene organizacijskom razinom (npr. stanična biologija, populacijska biologija), taksonomskom razinom (npr. zoologija, ornitologija, herpetologija) ili kutom pristupa (npr. biologija polja, teorijska biologija, eksperimentalna evolucija i paleontologija). Obično se ova preklapanja spajaju u specifična polja poput evolucijske ekologije i evolucijske razvojne biologije.

## Povijest
Evolucijska se biologija kao zasebna akademska disciplina pojavila tijekom razdoblja moderne evolucijske sinteze 1930-ih i 1940-ih. Tek je 1970-ih i 1980-ih značajan broj sveučilišta dobio odjele koji su specifično uključivali naziv evolucijska biologija u svojem imenu, često zajedno s ekologijom i ponašanjem. U Sjedinjenim Državama, kao posljedica ubrzana rasta molekularne i stanične biologije, mnoga su sveučilišta razdvojila (ili okupila) svoje biološke odjele u odjele za molekularnu i staničnu biologiju, odnosno odjele za ekologiju i evolucijsku biologiju (koji su često obuhvaćali starije odjele za botaniku, zoologiju i slično.) Subdisciplina paleontologije često se može naći na odjelima za geoznanost / geologiju / znanost o Zemlji.
Mikrobiologija se nedavno razvila u evolucijsku disciplinu. Izvorno je bila ignorirana zbog maline morfoloških crta i nedostatka koncepta vrste u mikrobiologiji. Sada evolucijski istraživači koriste prednost opsežnog razumijevanja mikrobne fiziologije, lakoće mikrobne genomike i brza generacijskog vremena nekih mikroba da bi odgovorili na evolucijska pitanja. Slična obilježja dovela su do napretka u virusnoj evoluciji, navlastito u bakteriofaga.

## Važni evolucijski biolozi
glavna kategorija: evolucijski biolozi
Mnogi su biolozi doprinijeli trenutačnom razumijevanju evolucije. Iako se naziv sporadično rabio na prijelazu stoljeća, evolucijska je biologija u disciplinarnu smislu prihvaćena tijekom razdoblja "evolucijske sinteze". Theodosius Dobzhansky i E. B. Ford bili su važni u uspostavi empirijskog istraživačkog programa u evolucijskoj biologiji jednako kao R. A. Fisher, Sewall Wright i J. B. S. Haldane dok su Ernst Mayr, George Gaylord Simpson i G. Ledyard Stebbins bili također važni u izgradnji discipline tijekom moderne sinteze u poljima sistematike, paleontologije, odnosno botanike. Vježbanjem su mnogi budući evolucijski biolozi, James Crow, Richard Lewontin, Dan Hartl, Marcus Feldman i Brian Charlesworth, također uvelike doprinijeli izgradnji discipline evolucijske biologije.

## Časopisi
Neki su znanstveni časopisi isključivo specijalizirani za evolucijsku biologiju u cijelosti, uključujući časopise Evolution (engl.: Evolucija), Journal of Evolutionary Biology (engl.: Časopis evolucijske biologije) i BMC Evolutionary Biology (engl.: Evolucijska biologija BMC-a). Neki časopisi pokrivaju subspecijalnosti unutar evolucijske biologije kao što su časopisi Systematic Biology (engl.: Sistematska biologija), Molecular Biology and Evolution (engl.: Molekularna biologija i evolucija) i njegov bratski časopis Genome Biology and Evolution (engl.: Genomska biologija i evolucija) te Cladistics (engl.: Kladistika).
Ostali časopisi kombiniraju aspekte evolucijske biologije s ostalim srodnim poljima. Na primjer, Molecular Ecology (engl.: Molekularna ekologija), Proceedings of the Royal Society of London Series B (engl.: Postupci Londonskog kraljevskog društva, serija B), The American Naturalist (engl.: Američki naturalist) i Theoretical Population Biology (engl.: Teorijska populacijska biologija) preklapaju se s ekologijom i drugim aspektima organizmičke biologije. Preklapanje s ekologijom također je istaknuto u preglednim časopisima Trends in Ecology and Evolution (engl.: Trendovi u ekologiji i evoluciji) i Annual Review of Ecology, Evolution, and Systematics (engl.: Godišnji pregled ekologije, evolucije i sistematike). Časopisi Genetics (engl.: Genetika) i PLoS Genetics (engl.: Genetika PLoS-a) preklapaju se s pitanjima molekularne genetike koja po svojoj naravi očito nisu evolucijska.

## Trenutačne istraživačke teme
Trenutačno istraživanje u evolucijskoj biologiji pokriva razne teme kao što se to može očekivati s obzirom na centralnost evolucije u razumijevanju biologije. Moderna evolucijska biologija inkorporira ideje iz raznih područja znanosti, npr. molekularne genetike ili pak računarstva.
Prvo, neka polja evolucijskih istraživanja pokušavaju objasniti fenomene koji su radom moderne evolucijske sinteze slabo razmotreni. Ovi fenomeni uključuju specijaciju, evoluciju spolnog razmnožavanja, evoluciju kooperacije, evoluciju starenja i evolvabilnost.
Drugo, biolozi postavljaju najizravnije evolucijsko pitanje: "što se zbilo i kada?". Ovdje su uključena polja poput paleobiologije, ali i sistematike i filogeneze.
Treće, moderna evolucijska sinteza zamišljena je u trenutku kada nitko nije razumio molekularnu osnovu genâ. Danas evolucijski biolozi pokušavaju odrediti genetičku arhitekturu zanimljivih evolucijskih fenomena poput adaptacije i specijacije. Oni traže odgovore na pitanja poput koliko je mnogo gena upleteno, koliko su veliki učinci svakog gena, do koje su mjere učinci različitih gena međuovisni, koju vrstu funkciju upleteni geni nastoje imati te koje im se vrste promjena nastoje događati (npr. točkaste mutacije nasuprot genskoj duplikaciji ili čak genomskoj duplikaciji). Evolucijski biolozi nastoje pomiriti visoku heritabilnost viđenu u studijama blizanaca s poteškoćom u pronalaženju koji su geni odgovorni za ovu heritabilnost rabeći studije asocijacija širom genoma.
Jedan izazov u proučavanju genetičke arhitekture jest taj da se klasična genetika, koja je katalizirala modernu evolucijsku sintezu, mora ažurirati tako da uzme u obzir moderno molekularno znanje. Ovo zahtijeva velik udio matematičkog razvoja da bi se podaci o sekvenciji DNA stavili u odnos prema evolucijskoj teoriji kao dijelu teorije molekularne evolucije. Na primjer, biolozi nastoje dokučiti koji su geni pod jakom selekcijom detektirajući selektivne pomete.
Četvrto, moderna evolucijska sinteza uključivala je dogovor o tome koje sile doprinose evoluciji, ali ne i njihovu relativnu važnost. Trenutačni istraživači nastoje to odrediti. Evolucijske sile uključuju prirodnu selekciju, spolnu selekciju, genski drift, genski draft, razvojna ograničenja, mutacijsku pristranost i biogeografiju.
Evolucijski pristup također je ključan u veliku dijelu trenutačnih istraživanja u biologiji koja ne proučavaju evoluciju per se, navlastito u organizmičkoj biologiji i ekologiji. Na primjer, evolucijsko razmišljanje ključno je u teoriji životne povijesti. Anotacija genâ i njihovih funkcija počiva uvelike na komparativnim, tj. evolucijskim pristupima. Polje evo-devo istražuje kako razvojni procesi rade rabeći komparativnu metodu za određivanje načina na koji su evoluirali.

## Više informacija
- evolucijska dinamika
- evolucijska fiziologija
- evolucijska neuroznanost
- evolucijska psihologija
- evolucijsko računarstvo
- filogenetske komparativne metode
- genetika
- kvantitativna genetika
- računarska filogeneza
- selektivni uzgoj
- umjetna selekcija